# Tensta

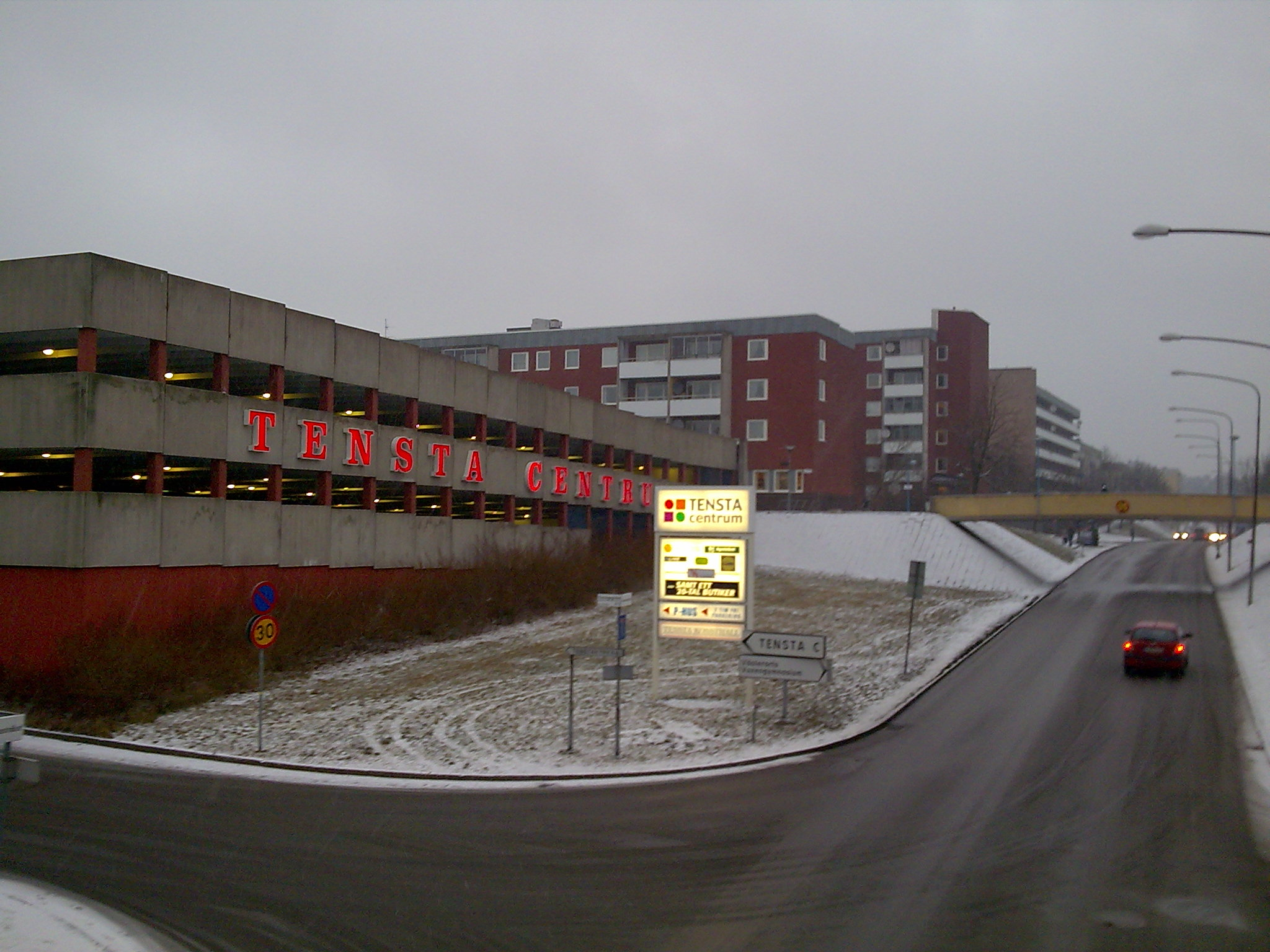
Vista de general de Tensta.

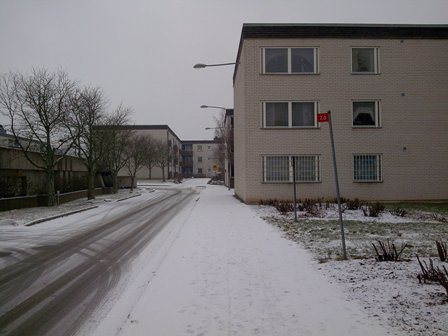
Bloque de apartamentos en Tensta.

Tensta es un barrio de la ciudad de Estocolmo (Suecia), perteneciente al distrito 'Spånga-Tensta'.
Su población, a 31 de diciembre de 2011, era de 18.393 habitantes, de los cuales un 86,7% tiene un origen extranjero. El 95% de los niños en escuelas locales son de origen extranjero. La tasa de desempleo en 2012 era de 8,9% y un 40.2% de la población se beneficiaba económicamente de ayudas sociales.
Cuenta con un galería comercial junto a la estación de metro y con un pequeño mercado de frutas. La galería de arte "Tensta Konsthall" también está situada cerca del centro de Tensta y ha conseguido hacerse un nombre entre las mejores galerías de Estocolmo.